# 程崟
程崟（yín）（1687年—1767年），字夔州，號南陂，一号二峰，原籍江南歙县，清康熙五十二年(1713)癸巳恩科进士，官至福建清吏司郎中。
程崟是岑山渡程氏家族的成员，原籍江南徽州府歙县岑山渡，世代在扬州经营盐业，寄籍扬州府江都县。他是两淮盐务总商程增（字维高）第三子，工部主事、全浙督粮道程銮（字坡士）三弟，家门鼎盛。居仪征城南仓巷。程崟少时师从方苞（望溪）学习古文，康熙戊子科（1708年）中举人，康熙五十二年(1713)癸巳恩科中进士2甲46名，充武英殿纂修官，授兵部方司主事，升武造司员外郎，会考府左司事，官至福建清吏司郎中加二级，诰授中宪大夫。
程崟致仕后，回到仪征，在市河半湾西南筑园林七星泉，乾隆癸酉（十八年，1753年）春写《七星泉记》。乾隆二十五年（1760年），倡浚仪征市河。程崟尤嗜音律，常自编剧目，如由钱谦益和金陵名妓柳如是故事改编的“拂水剧”。年八十一卒。著《二峰文稿》，刊刻卢轩《韩笔酌蠡》、《望溪全集》等。